# Grand Prix de Pau
Der Grand Prix de Pau ist ein Autorennen, das jährlich auf dem Circuit de Pau-Ville im französischen Pau ausgetragen wird.

## Geschichte
Auf dem knapp 16 km langen Grand Circuit permanent de Pau, der aus speziell für die Rennen abgesperrten Landstraßen bestand, wurde 1930 um Pau der Große Preis von Frankreich für Automobile und der Große Preis der U.M.F. für Motorräder veranstaltet.
Im Februar 1933 fand der erste Grand Prix de Pau auf dem Stadtkurs Circuit de Pau-Ville statt. Das Datum führte dazu, dass das Rennen bei starkem Schneefall ausgetragen wurde. Nach einer Pause 1934 wurde die Streckenführung für 1935 erneut modifiziert und erhielt ihre heutige Form. Seitdem wurde der Grand Prix de Pau jährlich ausgetragen; 1938 und 1939 dominierten stallinterne Duelle des Mercedes-Benz-Werksteams das Geschehen. Mit Beginn des Zweiten Weltkriegs wurde die Austragung jedoch eingestellt.
Ab 1947 wurde der Grand Prix de Pau wieder ausgetragen. Die dort veranstalteten Formel-1-Rennen zählten nicht zur Formel-1-Weltmeisterschaft. Daneben fanden auch Formel-2-Rennen auf der Rennstrecke statt. Nach dem schweren Unfall beim 24-Stunden-Rennen von Le Mans 1955, bei dem 84 Menschen starben, wurde die 1956er Auflage des Rennens – ebenso wie viele andere Rennen in Europa – abgesagt. Für 1957 wurden mehrere Maßnahmen getroffen, um die Sicherheit zu erhöhen. 1961 errang der Rekordsieger des Rennens, Jim Clark, seinen ersten Sieg. Bis 1963 gab es in Pau elf Formel-1-Rennen, von denen jedoch keines in die Punktevergabe der Weltmeisterschaft mit einfloss. Nach 1964 änderte sich das Austragungsformat und der Grand Prix wurde fortan als Formel-2-Rennen veranstaltet.
1985 wurde die Formel 2 von der Formel 3000 abgelöst, an deren Stelle im Jahr 1999 der Europäische Formel-3-Cup trat. Seit 2001 wird entweder eine Woche vor oder nach dem eigentlichen Grand Prix ein Showrennen mit historischen Rennwagen gefahren, vor allem mit Wagen aus den 1960er-Jahren. Von 2007 bis 2009 war die Tourenwagen-Weltmeisterschaft zu Gast. Nach einem Zwischenfall 2009 fiel das Rennen 2010 aus finanziellen Gründen aus. Ab 2011 kehrte die Formel 3 zurück, in deren Rahmen auch die Trophée Andros stattfand. Im Folgejahr kam der Porsche Carrera Cup zum Programm und 2013 die Formel Renault.
Das Rennen von Pau forderte in seiner Geschichte ein Todesopfer; am 11. April 1955 starb der Maserati-Fahrer Mario Alborghetti nach einem Rennunfall.

## Sonstiges
Im F3000 betitelten Band des frankobelgischen Rennsportcomics Michel Vaillant von Jean Graton ist der Grand Prix von Pau als Rennen für Nachwuchstalente das zentrale Thema. Die Strecke von Pau ist auch Teil des Rennspiels Race07.

## Ergebnisse
| Auflage | Jahr          | Klasse                 | Sieger                                    | Zweiter                                          | Dritter                                  | Pole-Position                             | Schnellste Runde                                        |
| ------- | ------------- | ---------------------- | ----------------------------------------- | ------------------------------------------------ | ---------------------------------------- | ----------------------------------------- | ------------------------------------------------------- |
| 1       | 1933          | FL                     | Marcel Lehoux (Bugatti)                   | Guy Moll (Bugatti)                               | Philippe Étancelin (Alfa Romeo)          | Guy Moll (Bugatti)                        | Philippe Étancelin (Alfa Romeo)                         |
|         | 1934          | kein Grand Prix de Pau | kein Grand Prix de Pau                    | kein Grand Prix de Pau                           | kein Grand Prix de Pau                   | kein Grand Prix de Pau                    | kein Grand Prix de Pau                                  |
| 2       | 1935          | FL                     | Tazio Nuvolari (Alfa Romeo)               | René Dreyfus (Alfa Romeo)                        | Luigi Soffietti (Maserati)               | Tazio Nuvolari (Alfa Romeo)               | Tazio Nuvolari (Alfa Romeo)                             |
| 3       | 1936          | FL                     | Philippe Étancelin (Maserati)             | Charles Martin (Alfa Romeo)                      | Marcel Lehoux (Bugatti)                  | Jean-Pierre Wimille (Bugatti)             | Jean-Pierre Wimille (Bugatti)                           |
| 4       | 1937          | FL                     | Jean-Pierre Wimille (Bugatti)             | Raymond Sommer (Talbot)                          | René Dreyfus (Delahaye)                  | Jean-Pierre Wimille (Bugatti)             | Raymond Sommer (Talbot)                                 |
| 5       | 1938          | GP                     | René Dreyfus (Delahaye)                   | Rudolf Caracciola / Hermann Lang (Mercedes-Benz) | Gianfranco Comotti (Delahaye)            | René Dreyfus (Delahaye)                   | Rudolf Caracciola (Mercedes-Benz)                       |
| 6       | 1939          | GP                     | Hermann Lang (Mercedes-Benz)              | Manfred von Brauchitsch (Mercedes-Benz)          | Philippe Étancelin (Talbot)              | Manfred von Brauchitsch (Mercedes-Benz)   | Manfred von Brauchitsch (Mercedes-Benz)                 |
|         | 1940 bis 1946 | kein Grand Prix de Pau | kein Grand Prix de Pau                    | kein Grand Prix de Pau                           | kein Grand Prix de Pau                   | kein Grand Prix de Pau                    | kein Grand Prix de Pau                                  |
| 7       | 1947          | GP                     | Nello Pagani (Maserati)                   | Pierre Levegh (Delage)                           | Henri Louveau (Maserati)                 | Raymond Sommer (Maserati)                 | Raymond Sommer (Maserati)                               |
| 8       | 1948          | GP                     | Nello Pagani (Maserati)                   | Yves Giraud-Cabantous (Talbot-Lago)              | Charles Pozzi (Talbot-Lago)              | Jean-Pierre Wimille (Simca-Gordini)       | Jean-Pierre Wimille (Simca-Gordini)                     |
| 9       | 1949          | GP                     | Juan Manuel Fangio (Maserati)             | Emmanuel de Graffenried (Maserati)               | Benedicto Campos (Maserati)              | Juan Manuel Fangio (Maserati)             | Juan Manuel Fangio (Maserati)                           |
| 10      | 1950          | F1                     | Juan Manuel Fangio (Maserati)             | Luigi Villoresi (Ferrari)                        | Louis Rosier (Talbot-Lago)               | Juan Manuel Fangio (Maserati)             | Juan Manuel Fangio (Maserati)                           |
| 11      | 1951          | F1                     | Luigi Villoresi (Ferrari)                 | Louis Rosier (Talbot-Lago)                       | Giuseppe Farina (Maserati)               | Alberto Ascari (Ferrari)                  | Alberto Ascari (Ferrari)                                |
| 12      | 1952          | F2                     | Alberto Ascari (Ferrari)                  | Louis Rosier (Ferrari)                           | Jean Behra (Simca-Gordini)               |                                           |                                                         |
| 13      | 1953          | F2                     | Alberto Ascari (Ferrari)                  | Mike Hawthorn (Ferrari)                          | Harry Schell (Gordini)                   |                                           |                                                         |
| 14      | 1954          | F1                     | Jean Behra (Gordini)                      | Maurice Trintignant (Ferrari)                    | Roberto Mieres (Maserati)                | Giuseppe Farina (Ferrari)                 | Jean Behra (Gordini)                                    |
| 15      | 1955          | F1                     | Jean Behra (Maserati)                     | Eugenio Castellotti (Lancia)                     | Roberto Mieres (Maserati)                | Alberto Ascari (Lancia)                   | Alberto Ascari (Lancia)                                 |
|         | 1956          | kein Grand Prix de Pau | kein Grand Prix de Pau                    | kein Grand Prix de Pau                           | kein Grand Prix de Pau                   | kein Grand Prix de Pau                    | kein Grand Prix de Pau                                  |
| 16      | 1957          | F1                     | Jean Behra (Maserati)                     | Harry Schell (Maserati)                          | Ivor Bueb (Connaught-Alta)               | Jean Behra (Maserati)                     | Jean Behra (Maserati)                                   |
| 17      | 1958          | F2                     | Maurice Trintignant (Cooper-Climax)       |                                                  |                                          |                                           |                                                         |
| 18      | 1959          | F2                     | Maurice Trintignant (Cooper-Climax)       |                                                  |                                          |                                           |                                                         |
| 19      | 1960          | F2                     | Jack Brabham (Cooper-Climax)              |                                                  |                                          |                                           |                                                         |
| 20      | 1961          | F1                     | Jim Clark (Lotus-Climax)                  | Jo Bonnier (Lotus-Climax)                        | Lorenzo Bandini (Cooper-Maserati)        | Jack Brabham (Cooper-Climax)              | Jim Clark (Lotus-Climax)                                |
| 21      | 1962          | F1                     | Maurice Trintignant (Lotus-Climax)        | Ricardo Rodríguez (Ferrari)                      | Jackie Lewis (B.R.M.)                    | Jim Clark (Lotus-Climax)                  | Jim Clark (Lotus-Climax)                                |
| 22      | 1963          | F1                     | Jim Clark (Lotus-Climax)                  | Trevor Taylor (Lotus-Climax)                     | Heinz Schiller (Porsche)                 | Jim Clark (Lotus-Climax)                  | Jim Clark (Lotus-Climax)                                |
| 23      | 1964          | F2                     | Jim Clark (Lotus-Ford)                    |                                                  |                                          |                                           |                                                         |
| 24      | 1965          | F2                     | Jim Clark (Lotus-Ford)                    |                                                  |                                          |                                           |                                                         |
| 25      | 1966          | F2                     | Jack Brabham (Brabham-Honda)              |                                                  |                                          |                                           |                                                         |
| 26      | 1967          | F2                     | Jochen Rindt (Brabham-Ford)               |                                                  |                                          |                                           |                                                         |
| 27      | 1968          | F2                     | Jackie Stewart (Matra-Ford)               | Robin Widdows (McLaren-Ford)                     | Jean-Pierre Beltoise (Matra-Ford)        | Jochen Rindt (Brabham-Ford)               |                                                         |
| 28      | 1969          | F2                     | Jochen Rindt (Lotus-Ford)                 | Jean-Pierre Beltoise (Matra-Ford)                | Piers Courage (Brabham-Ford)             | Jochen Rindt (Lotus-Ford)                 |                                                         |
| 29      | 1970          | F2                     | Jochen Rindt (Lotus-Ford)                 | Henri Pescarolo (Brabham-Ford)                   | Tim Schenken (Brabham-Ford)              | Jochen Rindt (Lotus-Ford)                 |                                                         |
| 30      | 1971          | F2                     | Reine Wisell (Lotus-Ford)                 | Jean-Pierre Jabouille (March-Ford)               | Jean-Pierre Jaussaud (Tecno-Ford)        | François Cevert (Tecno-Ford)              |                                                         |
| 31      | 1972          | F2                     | Peter Gethin (Chevron-Ford)               | Patrick Depailler (March-Ford)                   | David Purley (March-Ford)                | François Cevert                           | Jean-Pierre Jaussaud (Brabham-Ford)                     |
| 32      | 1973          | F2                     | François Cevert (Elf-Ford)                | Jean-Pierre Jarier (March-BMW)                   | Mike Beuttler (March-BMW)                | Jean-Pierre Jarier (March-BMW)            | Jean-Pierre Beltoise                                    |
| 33      | 1974          | F2                     | Patrick Depailler (March-BMW)             | Jacques Laffite (March-BMW)                      | Andy Sutcliffe (March-BMW)               | Patrick Depailler (March-BMW)             | Jacques Laffite (March-BMW)                             |
| 34      | 1975          | F2                     | Jacques Laffite (Martini-BMW)             | Jean-Pierre Jabouille (Elf-Jabouille-BMW)        | Gérard Larrousse (Elf-Alpine-BMW)        | Jacques Laffite (Martini-BMW)             | Jacques Laffite (Martini-BMW)                           |
| 35      | 1976          | F2                     | René Arnoux (Martini-Renault)             | Jean-Pierre Jabouille (Elf-Jabouille-Renault)    | Giancarlo Martini (March-BMW)            | Patrick Tambay (Martini-Renault)          | Jacques Laffite                                         |
| 36      | 1977          | F2                     | René Arnoux (Martini-Renault)             | Didier Pironi (Martini-Renault)                  | Riccardo Patrese (Chevron-BMW)           | Patrick Tambay                            | Didier Pironi (Martini-Renault)                         |
| 37      | 1978          | F2                     | Bruno Giacomelli (March-BMW)              | Eje Elgh (March-BMW)                             | Marc Surer (March-BMW)                   | Brian Henton (Toleman-Hart)               | Bruno Giacomelli (March-BMW)                            |
| 38      | 1979          | F2                     | Eddie Cheever (Osella-BMW)                | Siegfried Stohr (Trivellato Racing-Hart)         | Marc Surer (March-BMW)                   | Marc Surer (March-BMW)                    | Eddie Cheever (Osella-BMW)                              |
| 39      | 1980          | F2                     | Richard Dallest (AGS-BMW)                 | Siegfried Stohr (Toleman-Hart)                   | Brian Henton (Toleman-Hart)              | Derek Warwick (Toleman-Hart)              | Brian Henton (Toleman-Hart)                             |
| 40      | 1981          | F2                     | Geoff Lees (Ralt-Honda)                   | Thierry Boutsen (March-BMW)                      | Piero Necchi (March-BMW)                 | Michele Alboreto (Minardi-BMW)            | Geoff Lees (Ralt-Honda)                                 |
| 41      | 1982          | F2                     | Johnny Cecotto (March-BMW)                | Thierry Boutsen (Spirit-Honda)                   | Mike Thackwell (March-BMW)               | Thierry Boutsen (Spirit-Honda)            | Kenny Acheson (Ralt-Honda)                              |
| 42      | 1983          | F2                     | Jo Gartner (Spirit-BMW)                   | Kenny Acheson (Maurer-BMW)                       | Jonathan Palmer (Ralt-Honda)             | Stefan Bellof (Maurer-BMW)                | Stefan Bellof (Maurer-BMW)                              |
| 43      | 1984          | F2                     | Mike Thackwell (Ralt-Honda)               | Philippe Streiff (AGS-BMW)                       | Roberto Moreno (Ralt-Honda)              | Mike Thackwell (Ralt-Honda)               | Mike Thackwell (Ralt-Honda)                             |
| 44      | 1985          | F2                     | Christian Danner (March-Cosworth)         | Emanuele Pirro (March-Cosworth)                  | Lamberto Leoni (Williams-Cosworth)       | Emanuele Pirro (March-Cosworth)           | Christian Danner (March-Cosworth)                       |
| 45      | 1986          | F2                     | Mike Thackwell (Ralt-Honda)               | Emanuele Pirro (March-Cosworth)                  | Michel Ferté (March-Cosworth)            | Ivan Capelli (March-Cosworth)             | Emanuele Pirro (March-Cosworth)                         |
| 46      | 1987          | F2                     | Yannick Dalmas (March-Cosworth)           | John Jones (Lola-Cosworth)                       | Michel Ferté (Lola-Cosworth)             | Pierre-Henri Raphanel (March-Cosworth)    | Roberto Moreno (Ralt-Honda)                             |
| 47      | 1988          | F2                     | Roberto Moreno (Reynard-Cosworth)         | Jean Alesi (Reynard-Cosworth)                    | Pierluigi Martini (March-Judd)           | Roberto Moreno (Reynard-Cosworth)         | Marco Apicella (March-Judd)                             |
| 48      | 1989          | F2                     | Jean Alesi (Reynard-Mugen)                | Marco Apicella (Reynard-Judd)                    | Thomas Danielsson (Reynard-Cosworth)     | Marco Apicella (Reynard-Judd)             | Éric Bernard (Lola-Mugen) Marco Apicella (Reynard-Judd) |
| 49      | 1990          | F2                     | Eric van de Poele (Reynard-Cosworth)      | Fabrizio Giovanardi (Reynard-Honda)              | Gianni Morbidelli (Lola-Cosworth)        | Érik Comas (Lola-Honda)                   | Marco Apicella (Reynard-Honda)                          |
| 50      | 1991          | F2                     | Jean-Marc Gounon (Ralt-Cosworth)          | Christian Fittipaldi (Reynard-Mugen)             | Eric Hélary (Reynard-Cosworth)           | Alessandro Zanardi (Reynard-Mugen)        | Andrea Montermini (Ralt-Cosworth)                       |
| 51      | 1992          | F2                     | Emanuele Naspetti (Reynard-Cosworth)      | Michael Bartels (Reynard-Cosworth)               | Rubens Barrichello (Reynard-Judd)        | Andrea Montermini (Reynard-Judd)          | Emanuele Naspetti (Reynard-Cosworth)                    |
| 52      | 1993          | F2                     | Pedro Lamy (Reynard-Cosworth)             | David Coulthard (Reynard-Cosworth)               | Michael Bartels (Reynard-Cosworth)       | Pedro Lamy (Reynard-Cosworth)             | Olivier Panis (Reynard-Cosworth)                        |
| 53      | 1994          | F2                     | Gil de Ferran (Reynard-Judd)              | Vincenzo Sospiri (Reynard-Cosworth)              | Didier Cottaz (Reynard-Judd)             | Gil de Ferran (Reynard-Judd)              | Vincenzo Sospiri (Reynard-Cosworth)                     |
| 54      | 1995          | F2                     | Vincenzo Sospiri (Reynard-Cosworth)       | Allan McNish (Reynard-Cosworth)                  | Marc Goossens (Lola-Cosworth)            | Tarso Marques (Reynard-Cosworth)          | Emmanuel Clérico (Lola-Cosworth)                        |
| 55      | 1996          | F2                     | Jörg Müller (Lola-Zytek)                  | Kenny Bräck (Lola-Zytek)                         | Ricardo Zonta (Lola-Zytek)               | Tom Kristensen (Lola-Zytek)               | Tom Kristensen (Lola-Zytek)                             |
| 56      | 1997          | F2                     | Juan Pablo Montoya (Lola-Zytek)           | Tom Kristensen (Lola-Zytek)                      | Jamie Davies (Lola-Zytek)                | Juan Pablo Montoya (Lola-Zytek)           | Juan Pablo Montoya (Lola-Zytek)                         |
| 57      | 1998          | F2                     | Juan Pablo Montoya (Lola-Zytek)           | Max Wilson (Lola-Zytek)                          | Nick Heidfeld (Lola-Zytek)               | Juan Pablo Montoya (Lola-Zytek)           | Juan Pablo Montoya (Lola-Zytek)                         |
| 58      | 1999          | F3                     | Benoît Tréluyer (Dallara-Renault Sodemo)  | Sébastien Dumez (Dallara-Renault)                | Gianluca Calcagni (Dallara-Opel)         | Benoît Tréluyer (Dallara-Renault Sodemo)  | Benoît Tréluyer (Dallara-Renault Sodemo)                |
| 59      | 2000          | F3                     | Jonathan Cochet (Dallara-Renault Sodemo)  | Tiago Monteiro (Dallara-Renault)                 | Patrick Friesacher (Dallara-Opel)        | Jonathan Cochet (Dallara-Renault Sodemo)  | Jonathan Cochet (Dallara-Renault Sodemo)                |
| 60      | 2001          | F3                     | Anthony Davidson (Dallara-Honda Mugen)    | Ryō Fukuda (Dallara-Renault)                     | Björn Wirdheim (Dallara-Opel)            | Anthony Davidson (Dallara-Honda Mugen)    | Anthony Davidson (Dallara-Honda Mugen)                  |
| 61      | 2002          | F3                     | Renaud Derlot (Dallara-Renault Sodemo)    | Bruno Besson (Dallara-Renault)                   | James Courtney (Dallara-Mugen)           | Tristan Gommendy (Dallara-Renault)        | Renaud Derlot (Dallara-Renault Sodemo)                  |
| 62      | 2003          | F3                     | Fabio Carbone (Dallara-Renault Sodemo)    |                                                  |                                          | Ryan Briscoe (Dallara-Opel Spiess)        | Alexandre Prémat (Dallara-Mercedes-AMG)                 |
| 63      | 2004          | F3                     | Nicolas Lapierre (Dallara-Opel Spiess)    |                                                  |                                          | Alexandre Prémat (Dallara-Mercedes-AMG)   | Nicolas Lapierre (Dallara-Opel Spiess)                  |
| 64      | 2005          | F3                     | Lewis Hamilton (Dallara-Mercedes-AMG)     |                                                  |                                          | Lewis Hamilton (Dallara-Mercedes-AMG)     | Lewis Hamilton (Dallara-Mercedes-AMG)                   |
| 65      | 2006          | F3                     | Romain Grosjean (Dallara-Mercedes-AMG)    | Guillaume Moreau (Dallara-Mercedes-AMG)          | Mike Conway (Dallara-Mercedes-AMG)       | Guillaume Moreau (Dallara-Mercedes-AMG)   | Mike Conway (Dallara-Mercedes-AMG)                      |
| 66      | 2007          | TW                     | Alain Menu (Chevrolet Lacetti)            | Yvan Muller (Seat Leon TDI)                      | Tiago Monteiro (Seat Leon TSI)           | Alain Menu (Chevrolet Lacetti)            | Alain Menu (Chevrolet Lacetti)                          |
| 66      | 2007          | TW                     | Augusto Farfus (BMW 320si)                | Andy Priaulx (BMW 320si)                         | Tiago Monteiro (Seat Leon TSI)           |                                           | Augusto Farfus (BMW 320si)                              |
| 67      | 2008          | TW                     | Augusto Farfus (BMW 320si)                | Yvan Muller (Seat Leon TDI)                      | Jordi Gené (Seat Leon TDI)               | Augusto Farfus (BMW 320si)                | Augusto Farfus (BMW 320si)                              |
| 67      | 2008          | TW                     | Andy Priaulx (BMW 320si)                  | Nicola Larini (Chevrolet Lacetti)                | Rickard Rydell (Seat Leon TDI)           |                                           | Rickard Rydell (Seat Leon TDI)                          |
| 68      | 2009          | TW                     | Robert Huff (Chevrolet Cruze)             | Augusto Farfus (BMW 320si)                       | Jörg Müller (BMW 320si)                  | Augusto Farfus (BMW 320si)                | Sergio Hernández (BMW 320si)                            |
| 68      | 2009          | TW                     | Alain Menu (Chevrolet Cruze)              | Augusto Farfus (BMW 320si)                       | Robert Huff (Chevrolet Cruze)            |                                           | Jörg Müller (BMW 320si)                                 |
|         | 2010          | kein Grand Prix de Pau | kein Grand Prix de Pau                    | kein Grand Prix de Pau                           | kein Grand Prix de Pau                   | kein Grand Prix de Pau                    | kein Grand Prix de Pau                                  |
| 69      | 2011          | F3                     | Marco Wittmann (Dallara-Volkswagen)       | Roberto Merhi (Dallara-Mercedes-AMG)             | Daniel Juncadella (Dallara-Mercedes-AMG) | Marco Wittmann (Dallara-Volkswagen)       | Marco Wittmann (Dallara-Volkswagen)                     |
| 70      | 2012          | F3                     | Raffaele Marciello (Dallara-Mercedes-AMG) | Carlos Sainz jr. (Dallara-Volkswagen)            | Jazeman Jaafar (Dallara-Volkswagen)      | Raffaele Marciello (Dallara-Mercedes-AMG) | Raffaele Marciello (Dallara-Mercedes-AMG)               |
| 71      | 2013          | FR                     | Luca Ghiotto (Tatuus-Renault)             | Egor Orudzhev (Tatuus-Renault)                   | Jake Dennis (Tatuus-Renault)             | Matt Parry (Tatuus-Renault)               | Pierre Gasly (Tatuus-Renault)                           |
| 72      | 2014          | F3                     | Felix Rosenqvist (Dallara-Mercedes-AMG)   | Esteban Ocon (Dallara-Mercedes-AMG)              | Tom Blomqvist (Dallara-Volkswagen)       | Esteban Ocon (Dallara-Mercedes-AMG)       | Felix Rosenqvist (Dallara-Mercedes-AMG)                 |
| 73      | 2015          | F3                     | Antonio Giovinazzi (Dallara-Volkswagen)   | Maximilian Günther (Dallara-Mercedes-AMG)        | Charles Leclerc (Dallara-Volkswagen)     | Jake Dennis (Dallara-Mercedes-AMG)        | Jake Dennis (Dallara-Mercedes-AMG)                      |
| 74      | 2016          | F3                     | Alessio Lorandi (Dallara-Volkswagen)      | Lance Stroll (Dallara-Mercedes-AMG)              | George Russell (Dallara-Mercedes-AMG)    | Alessio Lorandi (Dallara-Volkswagen)      | Anthoine Hubert (Dallara-Mercedes-AMG)                  |
| 75      | 2017          | F3                     | Maximilian Günther (Dallara-Mercedes-AMG) | Callum Ilott (Dallara-Mercedes-AMG)              | Ralf Aron (Dallara-Mercedes-AMG)         | Lando Norris (Dallara-Volkswagen)         | Lando Norris (Dallara-Volkswagen)                       |
| 76      | 2018          | F3                     | Ralf Aron (Dallara-Mercedes-AMG)          | Enaam Ahmed (Dallara-Mercedes-AMG)               | Jehan Daruvala (Dallara-Volkswagen)      | Enaam Ahmed (Dallara-Mercedes-AMG)        | Ralf Aron (Dallara-Mercedes-AMG)                        |
| 77      | 2019          | F3                     | Billy Monger (Dallara-Volkswagen)         | Nicolai Kjærgaard (Dallara-Volkswagen)           | Yuki Tsunoda (Dallara-Volkswagen)        | Julian Hanses (Dallara-Volkswagen)        | Lukas Dunner (Dallara-Mercedes-AMG)                     |
|         | 2020 bis 2021 | kein Grand Prix de Pau | kein Grand Prix de Pau                    | kein Grand Prix de Pau                           | kein Grand Prix de Pau                   | kein Grand Prix de Pau                    | kein Grand Prix de Pau                                  |
| 79      | 2022          | F3                     | Vladislav Lomko (Dallara-Volkswagen)      | Christian Mansell (Dallara-Volkswagen)           | Oliver Goethe (Dallara-Volkswagen)       | Oliver Goethe (Dallara-Volkswagen)        | Oliver Goethe (Dallara-Volkswagen)                      |
| 80      | 2023          | F4                     | Enzo Peugeot (Mygale-Renault)             | Evan Giltaire (Mygale-Renault)                   | Yani Stevenheydens (Mygale-Renault)      | Kevin Foster (Mygale-Renault)             | Hiyu Yamakoshi (Mygale-Renault)                         |
|         | 2024          | kein Grand Prix de Pau | kein Grand Prix de Pau                    | kein Grand Prix de Pau                           | kein Grand Prix de Pau                   | kein Grand Prix de Pau                    | kein Grand Prix de Pau                                  |

| Legende   | Legende                                                                                              | Legende                                                     |
| Abkürzung | Klasse                                                                                               | Kommentar                                                   |
| --------- | --- | ----------------------------------------------------------- |
| F1        | Formel 1                                                                                             | Formel-1-Weltmeisterschaft ab 1950                          |
| F2        | Formel 2                                                                                             |                                                             |
| FL        | Formula libre                                                                                        | Fahrzeugklasse in der Regel vom Veranstalter ausgeschrieben |
| SW        | Sportwagen                                                                                           |                                                             |
| TW        | Tourenwagen                                                                                          |                                                             |
| GP        | Grand-Prix-Fahrzeuge                                                                                 |                                                             |
|           | ↓ Durchgehende graue Linien zeigen an, wann in der Geschichte auf einem neuen Kurs gefahren wurde. ↓ |                                                             |
|           | |                                                             |
|           | Einträge mit hellrotem Hintergrund waren keine Läufe zur Automobil- bzw. Formel-1-Weltmeisterschaft. |                                                             |
|           | Einträge mit gelbem Hintergrund waren Läufe zur Europameisterschaft.                                 |                                                             |

1. 1 2 3 4 5 6 7 8  (Trophée de France)
2. 1 2 3 4 5 6 7 8 9 10 11 12 13 14  (Internationale Formel-3000-Meisterschaft)
3. 1 2 3 4  (Europäischer Formel-3-Cup)
4. 1 2 3  (Formel-3-Euroserie)
5. ↑  (Britische Formel-3-Meisterschaft)
6. 1 2 3  (Tourenwagen-Weltmeisterschaft)
7. ↑  (FIA-Formel-3-Trophäe)
8. 1 2 3 4 5 6  (Europäische Formel-3-Meisterschaft)
9. ↑  (Formel Renault 2.0 Pau Trophy)
10. 1 2  (Euroformula Open)
11. ↑  (Französische Formel-4-Meisterschaft)